# Автошлях Н 08
Автошлях Н 08 — автомобільний шлях національного значення на території України, Бориспіль — Кременчук — Дніпро — Запоріжжя — Пологи — Маріуполь. Проходить територією Київської, Черкаської, Полтавської, Кіровоградської, Дніпропетровської, Запорізької та Донецької областей.
Починається у Борисполі, пролягає через Переяслав, Золотоношу, Градизьк, Кременчук, Верхньодніпровськ, Кам'янське, Дніпро. До 9 серпня 2017 року автошлях закінчувався у місті Запоріжжя, але постановою Кабінету Міністрів від 9 серпня 2017 року № 654 до автошляху H 08 включено автошлях Т 0803, внаслідок чого його кінцевий пунктом став Маріуполь.

## Історія
У жовтні 2020 року розпочалися роботи з будівництва південного обходу міста Дніпро (завдожки 7 км), який з'єднав автошлях Н08 з Південним мостом у місті Дніпро, надалі з автошляхом міжнародного значення М18E105, а також з розв'язкою на новий аеропорт.

## Загальна довжина
Бориспіль — Кременчук — Дніпро — Запоріжжя — Пологи — Маріуполь — 650,7 км.
Під'їзд до міжнародного аеропорту «Дніпро» — 5,3 км.
Під'їзд до острова Хортиця в Запоріжжі — 9,1 км.
Разом — 665,1 км.

## Маршрут
Автошлях пролягає через населені пункти:
| Автошлях Н 08            | |                       |
| Київська область         | |                       |
| Бориспільський район     | |                       |
| Бориспіль                | | М03E40Р03             |
| Переяслав                | |                       |
| Черкаська область        | |                       |
| Золотоніський район      | |                       |
| Софіївка                 | | Н02Т 2412             |
| Золотоноша               | | Н16Т 2404Т 2409Т 2417 |
| Полтавська область       | |                       |
| Кременчуцький район      | |                       |
| Кременчук                | Київська вул., просп. Свободи, вул. Олександра Халаменюка, Крюківський міст, Набережна Лейтенанта Дніпрова | М22Р10                |
| Дніпропетровська область | |                       |
| Кам'янський район        | |                       |
| Верхньодніпровськ        | |                       |
| Кам'янське               | вул. Дорожня, вулиця Січеславський шлях                                                                    |                       |
| Дніпровський район       | |                       |
| Дніпро                   | | М30E50Н11Н31          |
| Запорізька область       | |                       |
| Запорізький район        | |                       |
| Запоріжжя                | вул. Тиражна, вул. Гребельна, Дніпровська ГЕС, Соборний просп., вул. Космічна                              | М18E105               |
| Новоолександрівка        | |                       |
| Шевченківське            | |                       |
| Григорівське             | |                       |
| Комишуваха               | |                       |
| Жовтеньке                | |                       |
| Одарівка                 | |                       |
| Любимівка                | |                       |
| Таврійське               | |                       |
| Пологівський район       | |                       |
| Преображенка             | | Т 0408                |
| Оріхів                   | | Т 0812Т 0815          |
| Новоданилівка            | |                       |
| Павлівське               | |                       |
| Пологи                   | | Р85                   |
| Кінські Роздори          | |                       |
| Гусарка                  | |                       |
| Кам'янка                 | | Т 0819                |
| Вершина                  | |                       |
| Пробудження              | |                       |
| Мар'янівка               | |                       |
| Новомлинівка             | |                       |
| Розівка                  | |                       |
| Луганське                | |                       |
| Донецька область         | |                       |
| Маріупольський район     | |                       |
| Кальчинівка              | |                       |
| Новокраснівка            | |                       |
| Ксенівка                 | |                       |
| Республіка               | |                       |
| Микільське               | | Т 0518Т 0523          |
| Маріуполь                | | М14E58                |

## Галерея

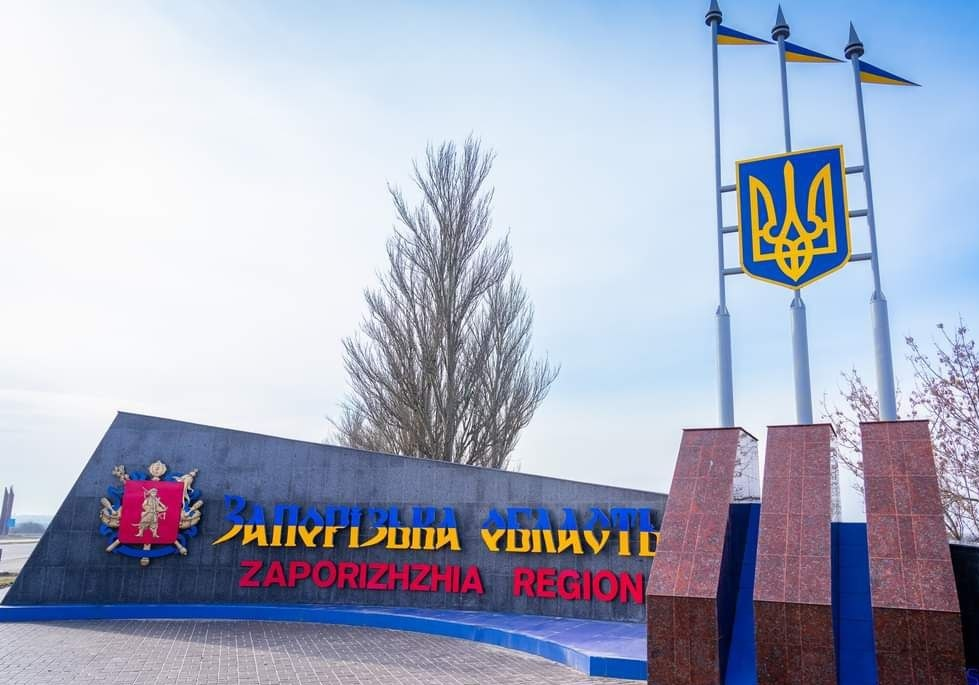
Стела на в'їзді у Запорізьку область
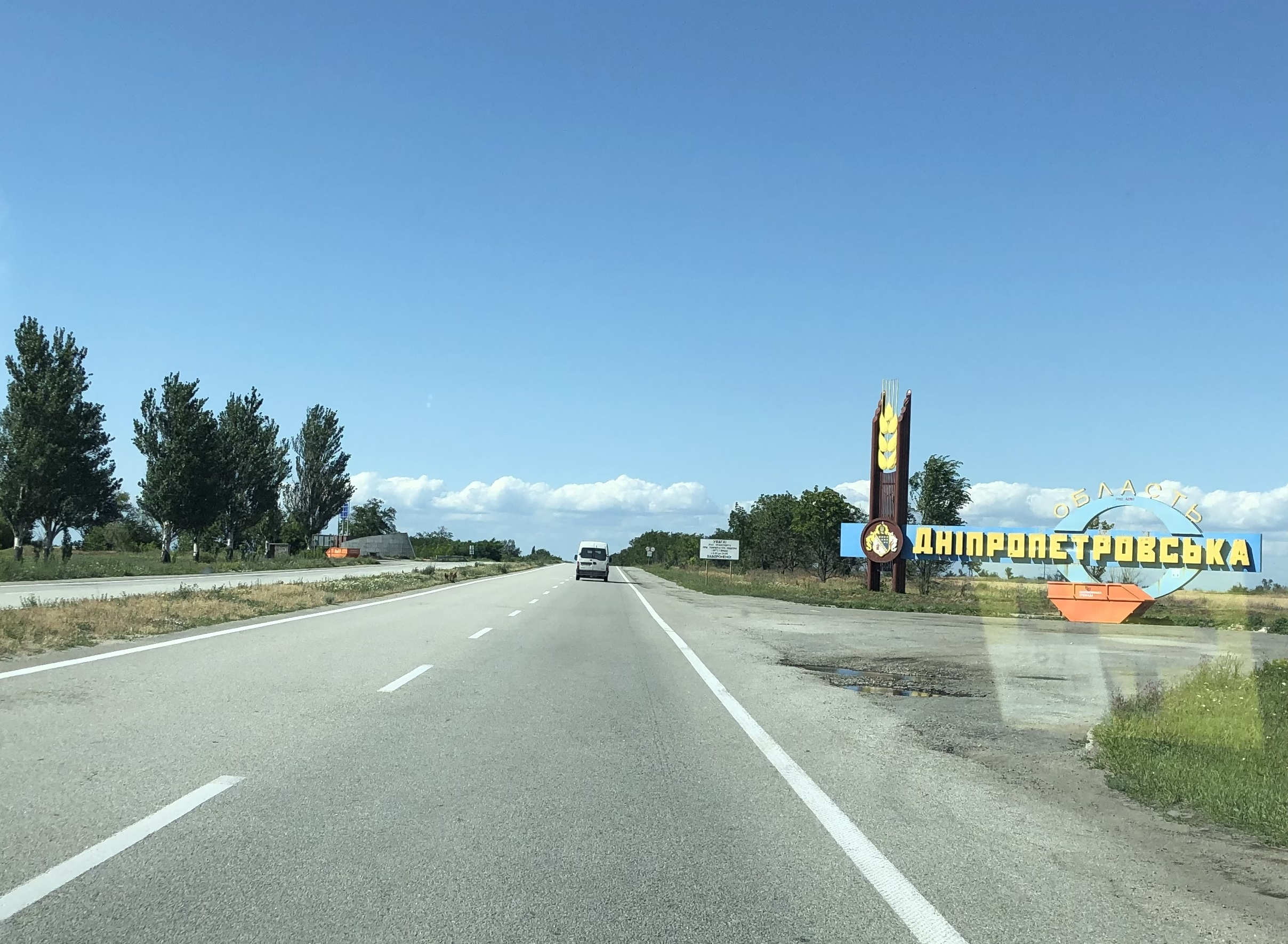
Автошлях на в'їзді у Дніпропетровську область у червні 2025 року
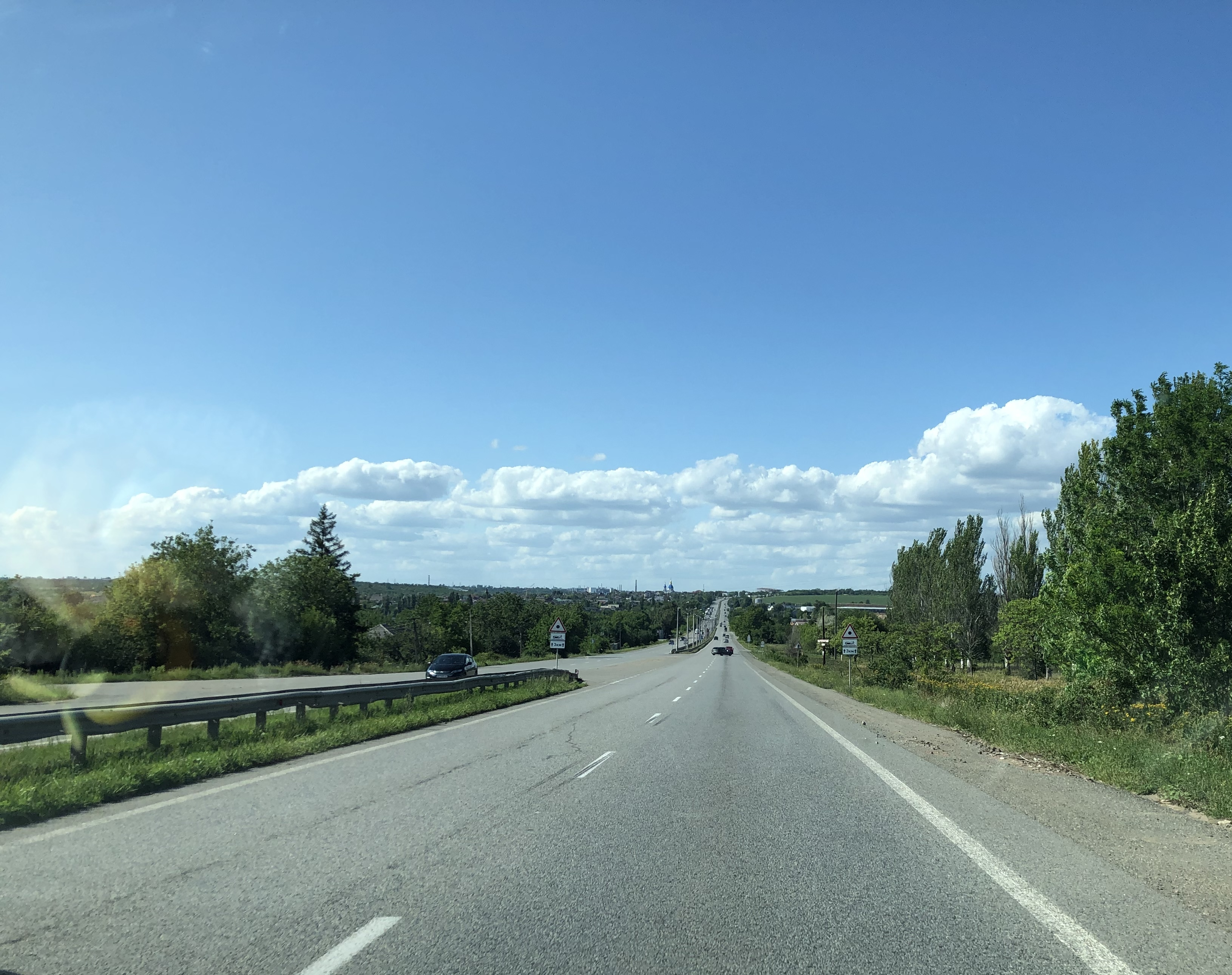
Автошлях у Новоалександрівці Дніпропетровської області у червні 2025 року
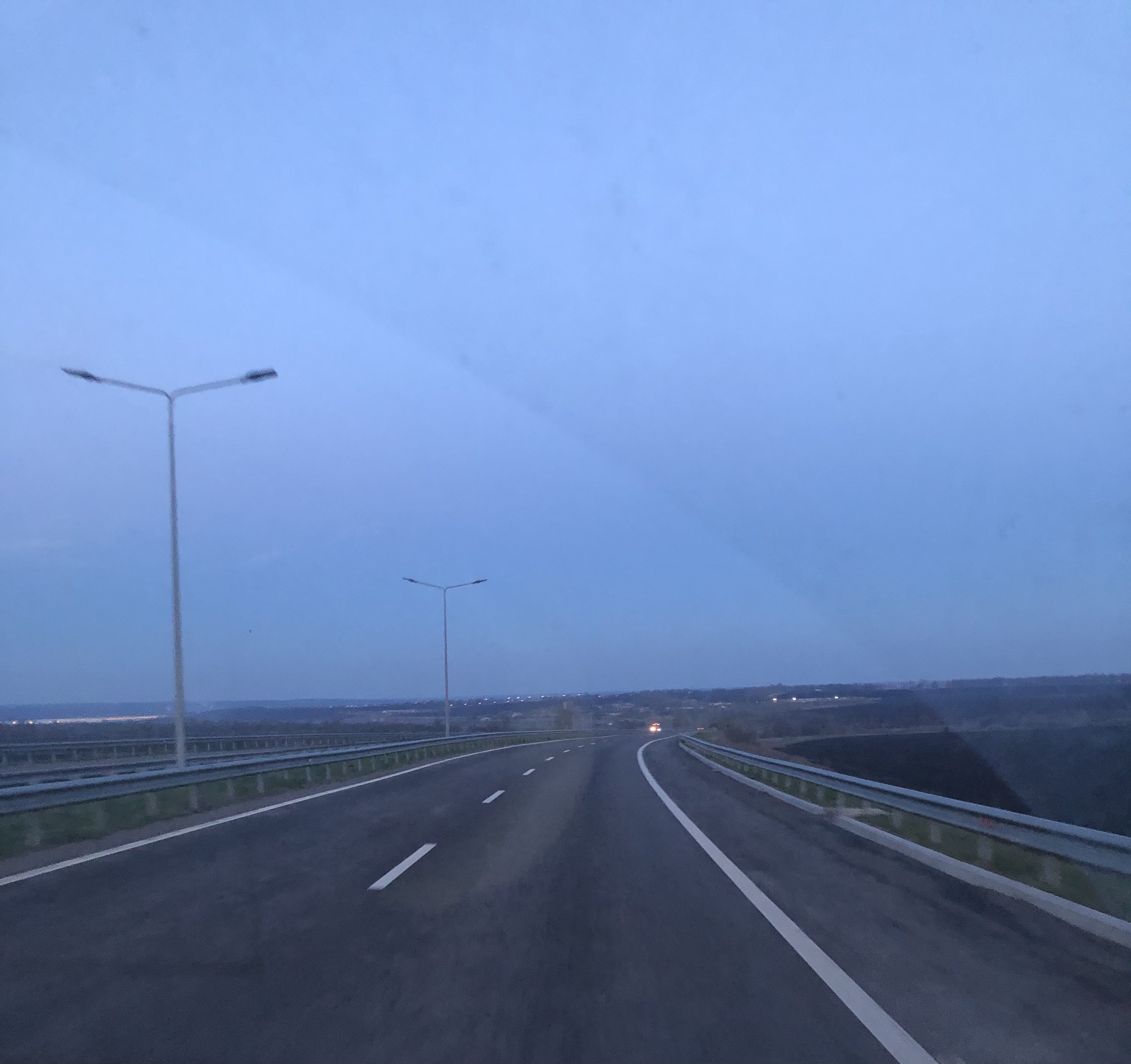
Автошлях біля селища Авіаторське (південний об'їзд міста Дніпро) у квітні 2025 року
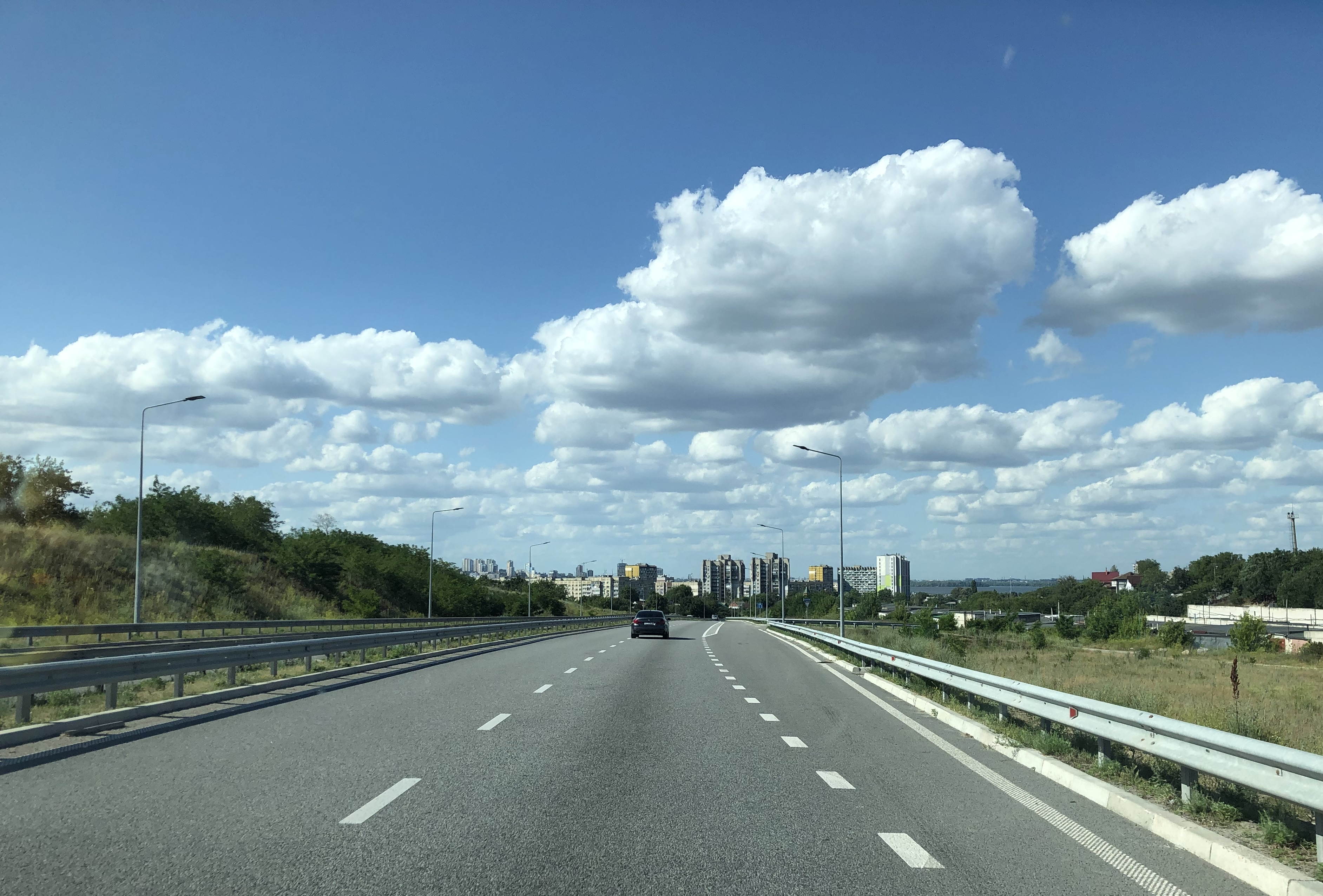
Автошлях у Дніпрі у червні 2025 року
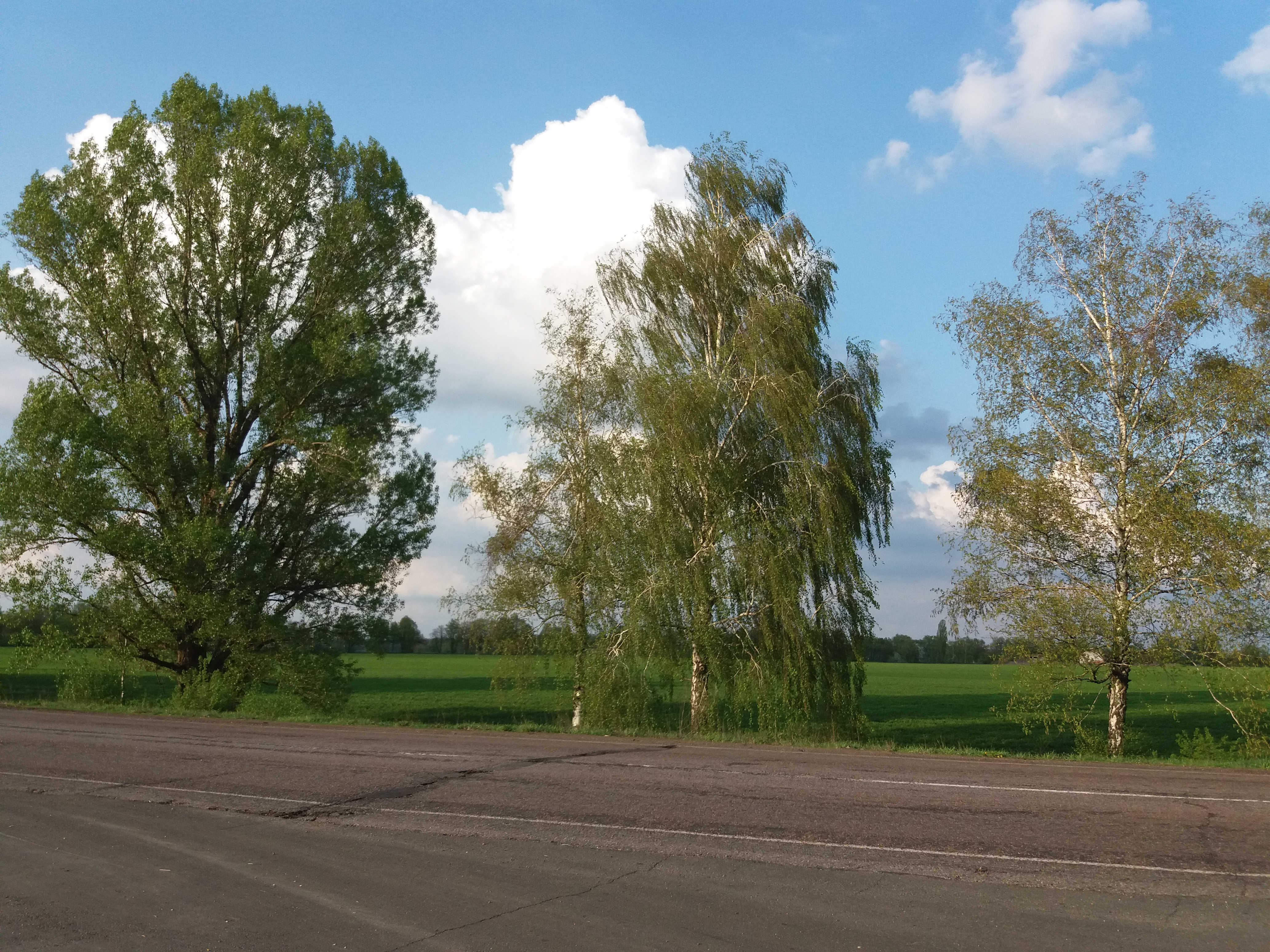
Автошлях біля села Піщане у квітні 2018 року